# Zacharias Janssen
Zacharias Janssen (1585-1632) fue un inventor y fabricante de lentes conocido por su trabajo en la creación de los primeros microscopios compuestos.

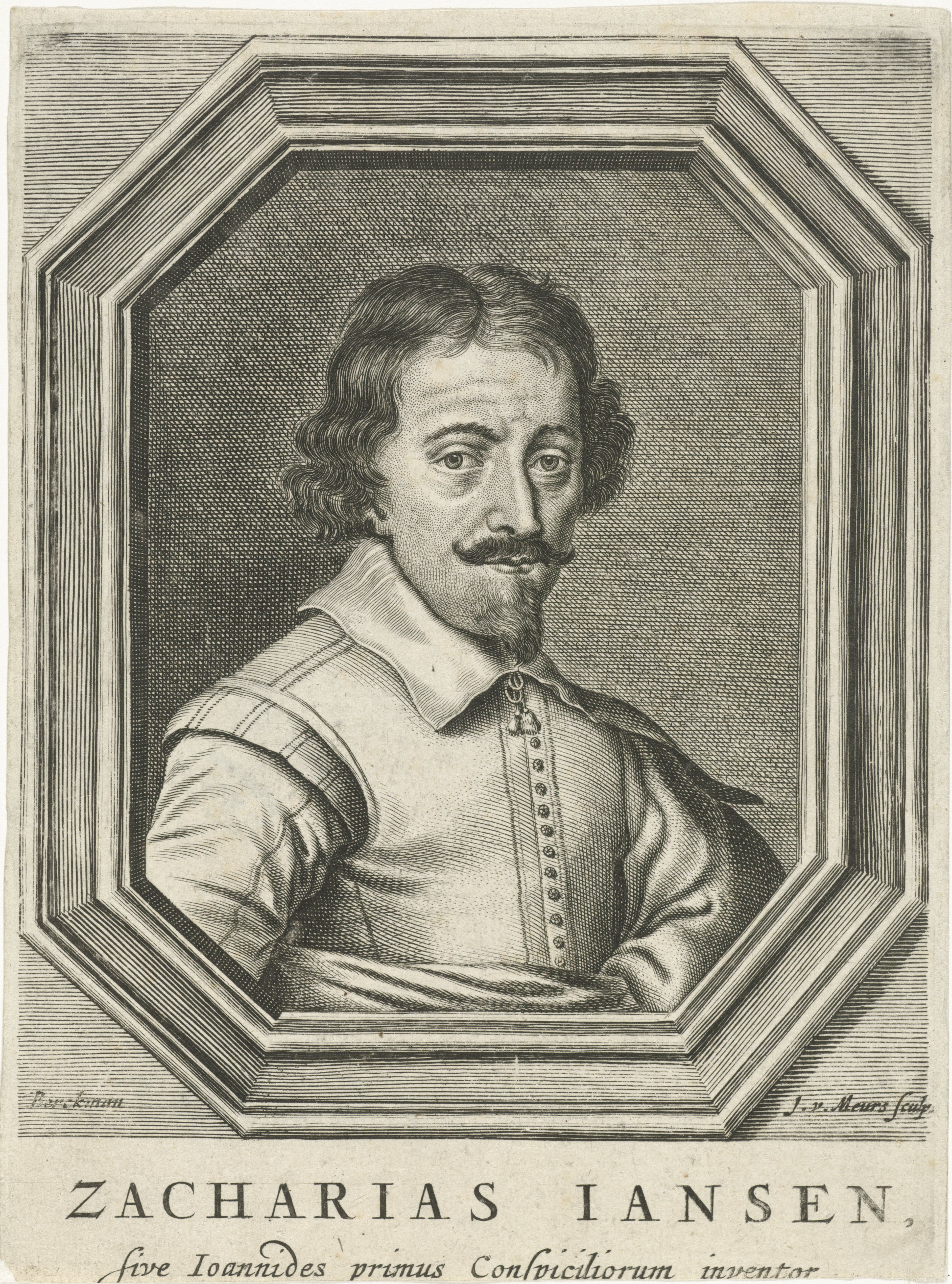
Portret van Zacharias Janssen

Nacido en la ciudad de  Middelburg, en los Países Bajos, Janssen se formó como fabricante de lentes y desarrolló una gran habilidad en la fabricación de lentes   óptico de alta calidad. A principios de la década de 1590, comenzó a trabajar junto a su padre, Hans Janssen, quien también era fabricante de lentes. Juntos, crearon varios instrumentos ópticos, incluidos telescopios y lentes de aumento, que vendieron en su tienda en Middelburg. 
Se cree que en algún momento de la década de 1590, Janssen y su padre crearon el primer microscopio compuesto, que consistía en dos lentes convexas montadas en un tubo y capaces de ampliar los objetos varias veces. La invención del microscopio compuesto fue un avance significativo en la ciencia, ya que permitió a los investigadores ver objetos más pequeños que los que eran visibles a simple vista, lo que revolucionó el estudio de la biología y la medicina.
Janssen continuó trabajando en el desarrollo de instrumentos ópticos mediante y se cree que también participó en la invención del telescopio de Galileo, que mejoró el diseño original y lo popularizó. Sin embargo, la mayoría de su trabajo en instrumentos ópticos se centró en microscopios compuestos, que fueron la principal fuente de ingresos para él y su padre.
Zacharias Janssen murió en Middelburg en 1632, a los 47  años. Su legado en la ciencia y en la cultura y en la tecnología es enorme, ya que su invención del microscopio compuesto permitió la exploración de un mundo invisible anteriormente desconocido, lo que llevó a importantes avances en la comprensión de la biología y la medicina.

## Biografía
Zacharias Janssen nació en La Haya. Los registros locales parecen indicar que nació en 1585, aunque también se le atribuye una fecha de nacimiento tan temprana como 1580 o tan tardía como 1588. Sus padres fueron Hans Martensy Maeyken Meertens, probablemente de Amberes, Bélgica. Se crio con su hermana Sara, en Middelburg, en aquella época la segunda ciudad más importante de los Países Bajos. Fue conocido como un "vendedor ambulante" que estaba constantemente en problemas con las autoridades locales.
Él mismo declaró que había nacido en La Haya en el acta de su primer matrimonio con Catharina de Haene, el 23 de octubre de 1610. Cuando este archivo fue redescubierto por Cornelis de Waard en 1906, halló el siguiente párrafo: Sacharias Jansen, j.g. uut Den Haag, "Zacharias Jansen, licenciado por La Haya", era oriundo de Middelburg. En 1612, Zacharias y Catharina tuvieron un hijo, al que llamaron Johannes Zachariassen.
En 1615 Zacharias fue nombrado tutor de dos niños de Lowys Lowyssen «geseyt Henricxen brilmakers» "(llamado Henry el fabricante de lentes). Se conjetura con que Zacharias tomó también posesión de las herramientas de fabricación de lentes de Lowys Lowyssen, porque el primer registro de Zacharias Janssen como fabricante de lentes data de 1616.
La familia tuvo que trasladarse a Arnemuiden en 1618, después de que salieran a la luz las actividades de falsificación de moneda de Zacharías, donde fue nuevamente acusado de falsificación en 1619, lo que le obligó a huir de nuevo, terminando esta vez en Middleburg en 1621.
Un año después de la muerte de la primera esposa  de Janssen en 1624, se casó con Anna Couget de Amberes, que era la viuda de Willem Janssen (probablemente un pariente de Janssen). Se trasladó a Ámsterdam en noviembre de 1626 con la profesión de fabricante y pulidor de lentes, pero quebró en 1628. Se ha dado como el año más probable de su muerte 1638, aunque según el testimonio de su hermana habría muerto en 1632. Por su parte, su hijo Johannes declaró que sus padres habían muerto en abril de 1632, el mismo año en que él se casó.

## Invenciones reivindicadas
Zacarías Janssen provenía de una familia que fabricaba lentes. A lo largo de los años se ha reivindicado a Zacharias Janssen como inventor del microscopio y el telescopio en Middelburg entre 1590 y 1618. Zacharias trabajó durante algún período de su vida como fabricante de lentes (un comercio muy lucrativo y restringido), siendo vecino de Hans Lippershey, otro fabricante de lentes en Middelburg, que también reclamó haber inventado el telescopio. La atribución a Janssen a estos descubrimientos es discutible, ya que no existe una evidencia concreta de que fuera el inventor real, y por el contrario, hay toda una serie de afirmaciones confusas y contradictorias (como el testimonio de su hijo y de otros compatriotas) según diferentes testimonios entre 1634 y 1655.

### Microscopio
Janssen se ha asociado con la invención del microscopio de un solo lente (simple) y del compuesto (de dos o más lentes). Se dice que construyó un instrumento de 9 aumentos, del que a veces se afirma que fue elaborado con la ayuda de su padre (o incluso que fue construido enteramente por este último), con una fecha de invención que comúnmente se da como 1590 (o a veces 1595), mientras intentaba encontrar una manera de conseguir lentes de aumentos aún mayores para ayudar a personas con la vista seriamente defectuosa

### Telescopio
Janssen es una de las tres personas que se han asociado con la invención del telescopio en Holanda en 1608. En ese año fue cuando Hans Lippershey presentó ante los Estados Generales de los Países Bajos la primera solicitud de patente conocida para el dispositivo, el 2 de octubre, seguido algunas semanas después de una segunda solicitud de patente de Jacob Metius de Alkmaar. Ambas fueron rechazadas porque había otras demandas sobre la invención.
Se citan diferentes fuentes para apoyar a Janssen como un posible inventor del telescopio. El astrónomo alemán Simon Marius escribió una nota a su jefe Johan Philip Fuchs von Bimbach acerca de una reunión con un neerlandés (del que no figura el nombre) en 1608 durante la Feria de Otoño de Frankfurt (que se celebraba en el mes de septiembre) que intentaba venderle un dispositivo que podría ser un telescopio. Dado su historial como vendedor ambulante, se especula con que este neerlandés sin nombre podría haber sido Zacharias Janssen, lo que significaría que Janssen disponía de un telescopio al menos un mes antes de la fecha en que Lippershey solicitara la patente, el 2 de octubre de 1608. William de Boreel, quien visitó Middelburg para investigar la invención en 1655, entrevistó a Johannes, el hijo de Janssen. Boreel llegó a la conclusión de que el telescopio de Janssen fue concluido alrededor de 1610. Su investigación es citada por Pierre Borel en su obra De vero telescopii inventor. Existen otras reivindicaciones de que Janssen construyó el primer telescopio en 1604, o incluso antes. El hijo de Janssen, Johannes, testificó bajo juramento que Hans Lippershey había robado la invención del telescopio a su padre, quien había inventado el dispositivo en 1590.

### Controversia
Existen reproducciones de un dispositivo óptico que Zacharias Snijder reclamó en 1841 como el primer telescopio construido por Janssen. El biólogo y naturalista neerlandés Pieter Harting reclamó en 1858 poseer el temprano microscopio que también atribuyó a Janssen, perpetuando la reclamación de Janssen como inventor de ambos dispositivos. Su función e invención se mantienen bajo disputa.
La confusión que rodea la demanda sobre la invención del telescopio y el microscopio surge en parte del (a veces contradictorio) testimonio del hijo de Zacharias Janssen, Johannes Zachariassen. Sus reclamaciones incluyen que su padre inventó el telescopio en 1590; que su padre inventó el telescopio en 1604; que él y su padre inventaron el telescopio en 1618; y que Jacob Metius y Cornelis Drebbel compraron un telescopio a él y a su padre en 1620 y que lo copiaron. Johannes también parece ha mentido acerca de su fecha de nacimiento, tal vez para afianzar su demanda como inventor del telescopio junto con su padre.
La investigación de William Boreel en 1655 (que pudo haber sido un amigo de la infancia de Zacharias Zachariassen) añade más incertidumbre sobre la invención. Los entrevistados estaban tratando de narrar hechos sucedidos 50 o 60 años atrás, y Boreel pudo haber confundido los nombres de los fabricantes de las lentes desde su infancia. También pudo haberse confundido respecto a un microscopio construido por otro óptico de Drebbel, afirmando que fue construido por Zacharias Janssen.
Albert Van Helden, Sven Dupré, Rob Van Gent y Huib Zuidervaart; en su libro "Orígenes del telescopio" llegaron a la conclusión de que Janssen pudo no haberse convertido en óptico hasta 1616, y que las reclamaciones que le rodean como inventor del telescopio y del microscopio fueron invenciones de su propio hijo, Johannes Zachariassen, que las reivindicó como una cuestión de fama y para la obtención de posibles ganancias financieras.

## Actividades ilegales
Entre los años 1613 y 1619, Janssen fue juzgado varias veces por falsificación de moneda. Janssen se crio junto a la ceca de Middleburg, donde trabajaba su cuñado. Estas circunstancias hacen muy fácil que Janssen imitase el proceso de fabricación de monedas. Huyó a la vecina aldea de Arnemuiden para evitar las graves sanciones por falsificación de moneda.
Sin embargo, continuó con la falsificación de monedas en Arnemuiden. En 1619 fue detenido por posesión de varios dispositivos para falsificar monedas. Normalmente, habría sido condenado a muerte por este delito. Gracias a que el padre del gobernador de Arnemuiden también estaba implicado en el caso, el proceso se retrasó hasta tal punto que Janssen pudo escapar otra vez. Finalmente, el caso fue desestimado. Janssen volvió a Middleburg en 1621.

## Registro histórico
La vida de Janssen fue documentada por numerosas investigaciones sobre el tema antes de la Segunda Guerra Mundial. Muchos de los archivos de Middelburg fueron destruidos por un bombardeo sobre la ciudad el 17 de mayo de 1940, durante la invasión nazi de Holanda. Sin estos estudios anteriores, se sabría muy poco de la vida de Janssen, puesto que todos los archivos originales se perdieron en el fuego tras el bombardeo.

## Eponimia
- El cráter lunar Jansen lleva este nombre en su memoria.